# Lontov
Lontov (hongrois : Lüle), est un village de Slovaquie situé dans la région de Nitra.

## Histoire
Première mention écrite du village en 1236.
La localité fut annexée par la Hongrie après le premier arbitrage de Vienne le 2 novembre 1938. En 1938, on comptait 881 habitants dont 18 d'origine juive. Elle faisait partie du district de Šahy (hongrois : Ipolysági járás). Le nom de la localité avant la Seconde Guerre mondiale était Lontov/Lontó. Durant la période 1938 - 1945, le nom hongrois Lontó était d'usage. À la libération, la commune a été réintégrée dans la Tchécoslovaquie reconstituée.

## Démographie

### Évolution de la population
| Année:               | 1994. | 2004.   | 2014.   | 2024.   |
| -------------------- | ----- | ------- | ------- | ------- |
| Nombre de personnes: | 652   | 680     | 698     | 661     |
| Différence:          |       | +4,29 % | +2,64 % | -5,30 % |

| Année:               | 2023. | 2024.   |
| -------------------- | ----- | ------- |
| Nombre de personnes: | 657   | 661     |
| Différence:          |       | +0,60 % |